# Sendai-Klasse
Die Sendai-Klasse (japanisch 川内型軽巡洋艦 Sendai-gata keijun'yōkan) war eine Klasse von drei Leichten Kreuzern der Kaiserlich Japanischen Marine, die Anfang der 1920er gebaut wurden und im Zweiten Weltkrieg zum Einsatz kamen.

## Geschichte

### Entwurf und Bau
Die Sendai-Klasse war fast identisch mit der vorangegangenen Nagara-Klasse. Die Klasse hatte allerdings durch vier Schornsteine eine andere Silhouette als die Vorgängerklassen. Sie erhielt eine Maschinenanlage, deren zwölf Kessel für eine Befeuerung mit Schweröl ausgelegt waren, wobei ein Kessel auch mit Mischbefeuerung betrieben werden konnte. Der Kessel mit der Mischbefeuerung befand sich vor den anderen Kesseln und erhielt einen eigenen Schornstein. Die Schiffe der Klasse erreichten mit ihren vier Turbinen Geschwindigkeiten über 35 Knoten.
Bei gleichen Abmessungen und einer geringeren Wasserverdrängung durch die neue Antriebsanlage wurde das Konzept des Flugzeugstarts über den Bug mit Hangar im Brückenaufbau beibehalten. Das Katapult am Bug der Nagara-Klasse wurde durch eine kleine Abflugplattform ersetzt, später jedoch entfernt, um durch ein herkömmliches Katapult auf dem Achterdeck ersetzt zu werden.

### Vertrag von Washington
Die ursprünglich geplante Anzahl von sechs Leichten Kreuzern der Sendai-Klasse wurde nie erreicht. Die Washingtoner Flottenkonferenz von 1922, die einberufen worden war, um ein Wettrüsten zur See ähnlich dem vor dem Ausbruch des Ersten Weltkrieges zu verhindern, beschränkte die Gesamttonnage für japanische Großkampfschiffbauten. Um dennoch die als wichtiger erachteten Schweren Kreuzer der Furutaka-Klasse bauen zu können, wurde nach drei Schiffen der Bau der Sendai-Klasse eingestellt.

## Einheiten
| Name          | Bauwerft             | Kiellegung       | Stapellauf                             | Indienststellung                       | Verbleib |
| ------------- | -------------------- | ---------------- | -------------------------------------- | -------------------------------------- | --- |
| Sendai (川内) | Mitsubishi, Nagasaki | 16. Februar 1922 | 30. Oktober 1923                       | 29. April 1924                         | Am 3. September 1943 nach Gefecht (Seeschlacht bei der Kaiserin-Augusta-Bucht) mit amerik. Einheiten gesunken. |
| Naka (那珂)   | Mitsubishi, Yokohama | 10. Juni 1922    | 25. März 1925                          | 30. November 1925                      | Am 17. Februar 1944 durch amerik. Luftangriff (Operation Hailstone) versenkt.                                  |
| Jintsū (神通) | Kawasaki, Kōbe       | 4. August 1922   | 8. Dezember 1923                       | 31. Juli 1925                          | Am 14. Juli 1943 durch amerik. Luftangriff versenkt.                                                           |
| Kako (加古)   | Marinewerft Sasebo   | 15. Februar 1922 | Bauauftrag am 17. März 1922 storniert. | Bauauftrag am 17. März 1922 storniert. | Bauauftrag am 17. März 1922 storniert.                                                                         |

## Technische Beschreibung

### Rumpf

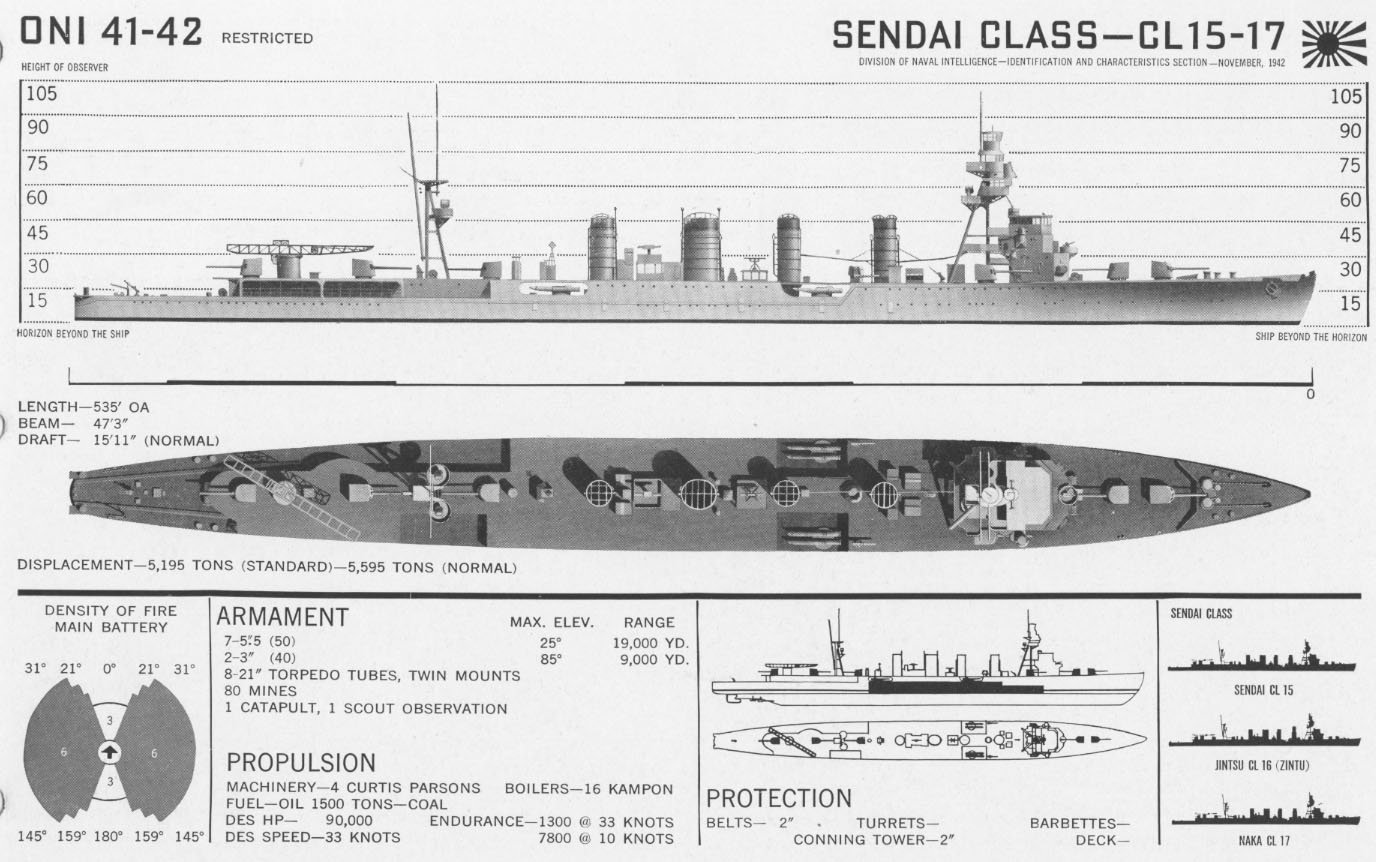
Zeichnerische Darstellung der Sendai-Klasse aus einem amerikanischen Erkennungsbuch.

Der Rumpf der Schiffe der Sendai-Klasse war über alles 162,15 Meter lang, 14,17 Meter breit und hatte bei einer Einsatzverdrängung von 7.214 Tonnen einen Tiefgang von 4,85 Metern. Der Panzerschutz, setzte sich aus einem 64 mm starken Gürtelpanzer, welcher sich von unterhalb der Wasserlinie bis zum Oberdeck gerade über die Maschinenräume erstreckte, sowie einem 51 mm starken Panzerdeck zusammen.

### Antrieb
Der Antrieb erfolgte durch acht öl- und vier mischbefeuerte Dampferzeuger – Kampon-Kesseln des Typ Ro – und vier Gihon-Getriebeturbinensätzen – die Jintsū erhielt stattdessen Brown-Curtis-Turbinensätze – mit denen eine Leistung von 90.000 PS (66.195 kW) erreicht wurde. Diese Leistung wurde an vier Wellen mit je einer Schraube abgegeben. Die Höchstgeschwindigkeit betrug 35,25 Knoten (65 km/h) und die maximale Fahrstrecke 7.800 Seemeilen (14.446 km) bei 10 Knoten, wofür 300 Tonnen Schweröl und 1.010 Tonnen Kohle gebunkert werden konnten.

### Bewaffnung

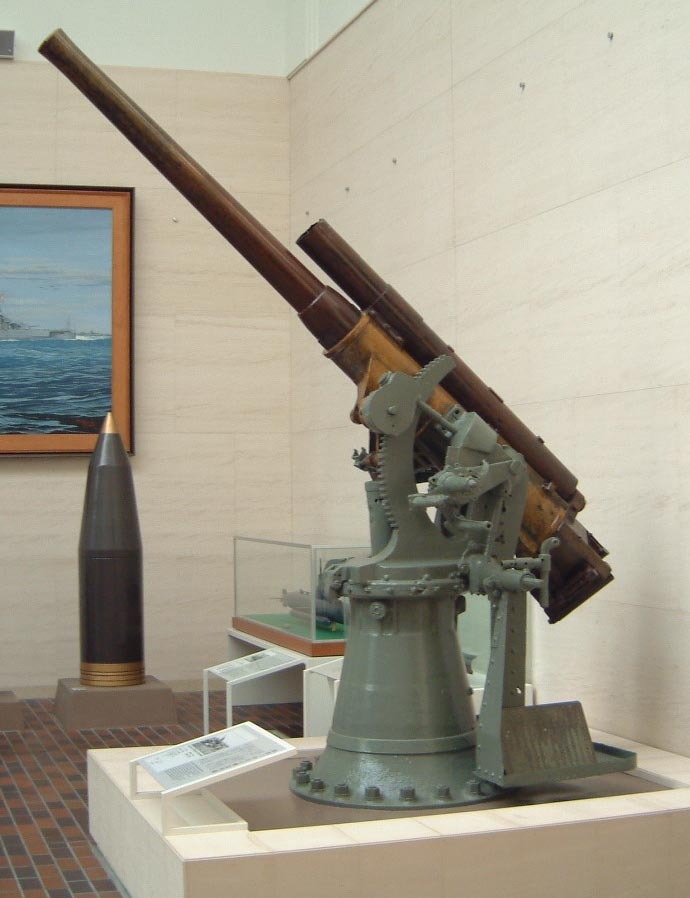
Typ 3 8-cm-Flugabwehrkanone, ausgestellt im Museum des Yasukuni-Schreins.

#### Artillerie
Bei Indienststellung bestand die Artilleriebewaffnung aus sieben 14-cm-Seezielgeschützen mit Kaliberlänge 50 Typ 3. Dieses 1916 eingeführte Geschütz hatte eine Feuerrate von 6 bis 10 Schuss die Minute und eine Lebensdauer von 800 Schuss. Es konnte eine 38 Kilogramm schwere Granate bis zu 15,8 Kilometer weit schießen und war in 21 Tonnen schweren Einzellafetten mit einfachen Schilden untergebracht. Die manuel betriebenen Einzellafetten hatten eine Seitenrichtgeschwindigkeit von 8° pro Sekunde, eine Höhenrichtgeschwindigkeit von 8° pro Sekunde und einen Höhenrichtbereich von −7° bis +30°.

#### Flugabwehr
Zur Zeit der Indienststellung bestand die Flugabwehrbewaffnung aus zwei Typ 3 8-cm-Flugabwehrkanonen im tatsächlichen Kaliber 7,62-cm in Einzellafetten und zwei 7,7-mm-Maschinengewehren Typ HI. Das 7,62-cm-Geschütz erreichte eine Kadenz von 13 bis 20 Schuss pro Minute und die maximale Schusshöhe betrug etwa 7,2 Kilometer bei 75° Rohrerhöhung. Die 3,35 Tonnen schwere manuel gesteuerte Mittelpivotlafette war um 360° drehbar und hatte einen Höhenrichtbereich von −7° bis +75°.
Die 7,7-mm-Maschinengewehre hatten eine maximale Feuerrate von rund 900 Schuss pro Minute, die effektive Reichweite lag bei etwa 300 Metern. Die 26 Kilogramm schwere körpergesteuerte Lafette war um 360° drehbar und hatte einen Höhenrichtbereich von −25° bis +85°.

#### Torpedos
Als Torpedobewaffnung wurden vier Zweifachtorpedorrohrsätze im Kaliber 61-cm für Torpedos des Typ 8 mitgeführt.
Da die Produktion des Torpedo Typ 8 im Jahr 1932 eingestellt wurde, war dieser im Pazifikkrieg nur noch in begrenzter Stückzahl vorhanden und nur noch auf einigen älteren Leichten Kreuzern und Zerstörern eingesetzt. Es ist daher anzunehmen, dass auf das Nachfolgemodell, den Torpedo Typ 93, umgerüstet wurde.

### Sensoren

#### Radar
Zur Erfassung von Luft- und Seezielen wurde 1942/1943  bei der Sendai und Naka ein Funkmessgerät (Radar) des Typ 21 eingerüstet. Dieses Radargerät konnte eine Gruppe von Flugzeug in bis zu 100 Kilometer, ein einzelnes Flugzeug in bis zu 70 Kilometer und ein großes Seefahrzeug in bis zu 20 Kilometer Entfernung orten. Es arbeitete mit einer Wellenlänge von 150 cm und hatte eine Sendeleistung von 5 kW.

#### Sonar
Zur Suche nach U-Booten war ein Echoortungssystem des Typ 93 und einem Hydrophon-Set vom Typ 93 eingerüstet. Dieses Hydrophon-Set bestand aus zwei Gruppen zu je acht Sensoren, eine Gruppe auf jeder Schiffsseite.

## Besatzung
Die Besatzung hatte eine Stärke von 450 Mann (37 Offizieren und 413 Unteroffizieren bzw. Mannschaften), wobei üblicherweise ein Stabsoffizier im Range eines Kaigun-taisa (Kapitän zur See) ein Schiff der Klasse befehligte. Bei Aufnahme eines Stabes konnten zusätzlich 27 Mann (5 Offiziere und 22 Unteroffizieren bzw. Mannschaften) untergebracht werden.